# 佐藤庄市郎
佐藤 庄市郎（さとう しょういちろう、1924年2月16日 - 2024年5月20日）は、日本の弁護士。最高裁判所判事。

## 概要
福島中学校（現福島県立福島高等学校）、第一高等学校、東京大学法学部卒業。戦時中に海軍に取られ、戦後に復学して1950年に弁護士になる。翌1951年に外国人弁護士とともに事務所を開いた渉外弁護士の草分け。石油会社、商社の顧問弁護士などをし、日弁連事務総長、第一東京弁護士会長を務めた。1988年の日弁連会長選挙に立候補したが、敗れた。
1990年2月に最高裁判事に就任。
1994年2月に定年退官。TBSビデオ問題では当時の郵政省から特別調査員として招かれた。
1996年、勲一等瑞宝章受章。2024年5月21日死去。叙従三位。